# 원용진
원용진(元容鎭, 1957년 ~ )은 대한민국의 미디어학자, 언론학자이다.
1957년 경상남도 진해에서 태어났다. 서강대학교에서 신문방송학으로 학사와 석사 학위를 받았으며 1992년 미국 위스콘신 대학교 매디슨에서 커뮤니케이션학으로 박사 학위를 받았다. 동국대학교, 서강대학교에서 교수로 재직했으며 한국언론정보학회장, 한국영상문화학회장을 역임했다. 문화연대, 경기민주언론시민연합 공동 대표로 활동하였다. 주요 저서로 《새로 쓴 대중문화의 패러다임》, 《텔레비전 비평론》, 《광고 문화비평》 등이 있다.